# Pico Geraldo
Pico Geraldo é uma elevação portuguesa localizada no concelho das Lajes do Pico, ilha do Pico, arquipélago dos Açores.
Este acidente geológico tem o seu ponto mais elevado a 478 metros de altitude acima do nível do mar. Encontra-se na proximidade da freguesia das Lajes e da Ribeira da Burra.